# Talme Jafe
Talme Jafe (hebr. תלמי יפה; oficjalna pisownia w ang. Talmei Yaffe) – moszaw położony w Samorządzie Regionu Chof Aszkelon, w Dystrykcie Południowym, w Izraelu.

## Położenie
Leży na nadmorskiej równinie w północno-zachodniej części pustyni Negew, w otoczeniu moszawów Ge’a, Bet Szikma, Kochaw Micha’el, Chelec i Mawki’im, kibucu Gewaram i Jad Mordechaj.

## Kultura i sport
W moszawie jest ośrodek kultury i sportu, przy którym są korty tenisowe, boisko do piłki nożnej oraz basen kąpielowy.

## Historia
Pierwotnie w miejscu tym znajdowała się arabska wioska Barbara, która została wyludniona i zniszczona podczas I wojny izraelsko-arabskiej w dniu 5 listopada 1948.
Współczesna osada została założona w 1950 jako kibuc, przez żydowskich imigrantów z Polski i Rumunii. Nazwano go na cześć Arjego Leba Jafego, byłego przewodniczącego Keren ha-Jesod, który zginął w wybuchu samochodu-pułapki w Jerozolimie. W 1961 kibuc został przekształcony w moszaw.

## Gospodarka
Gospodarka moszawu opiera się na intensywnym rolnictwie.

## Komunikacja
Z moszawu wychodzi w kierunku zachodnim droga nr 3412, którą dojedzie się do moszawów Bet Szikma i Ge’a, a następnie do drogi ekspresowej nr 4 (Erez-Kefar Rosz ha-Nikra).